# Tatiana Kotova
 (octobre 2021).
Si vous disposez d'ouvrages ou d'articles de référence ou si vous connaissez des sites web de qualité traitant du thème abordé ici, merci de compléter l'article en donnant les références utiles à sa vérifiabilité et en les liant à la section « Notes et références ».
Pour les articles homonymes, voir Kotova.
Ne doit pas être confondu avec Tatyana Kotova.
Tatiana Nikolaïevna Kotova (en russe : Татьяна Николаевна Котова), née le 3 septembre 1985 à Rostov-sur-le-Don, en Union soviétique, est un mannequin qui fut miss Russie 2006 et une chanteuse du groupe russe VIA Gra.

## Biographie
Tatiana Kotova naît le 3 septembre 1985. Son père, Nicholay Kotov, travaille comme mineur, camionneur, puis se lance dans une activité commerciale. Sa mère, Marina Kotova, travaille dans une banque. Tatiana a une sœur cadette, Ekaterina. Tatiana Kotova participe à son premier concours de beauté Miss Automne 98 à l'école et remporte le titre de Miss Charme. Pendant ses études à la faculté d'économie de la SFU (Université fédérale du Sud), Tatiana est invitée à suivre une formation Modèle professionnel dans l'agence Image Elite.
Elle remporte le titre de Miss Russie 2006[réf. souhaitée].